# Manuel Muñoz Millalonco
Manuel Walter Muñoz Millalonco es un antropólogo, académico y adümchefe (profesor) mapuche-huilliche originario del archipiélago de Chiloé, Chile. Es reconocido por su trabajo en problemáticas relacionadas con la territorialidad indígena en Chiloé, su participación dentro del Consejo General de Caciques de Chiloé y en el programa de salud Küme Mongen Rüpü, que ha sido destacado por su importancia y ha recibido honores por su gestión. Ha expuesto en diversos congresos de Antropología, Salud Intercultural y Derechos Humanos, como el Instituto Nacional de Derechos Humanos. Fue uno de los socios fundadores del proyecto Arcis Patagonia. Realizó un Magíster en Desarrollo Social Rural en la Universidad Austral de Chile. Su tesis El modelo de salud intercultural williche y sus efectos en la gestión de la salud primaria pública en la comuna de Quellón-Chiloé (2013), ha sido descrita como una sistematización para el campo universitario de las experiencias interculturales de salud en el territorio chilote. Su escrito Küme Mogen Rüpü – Camino al equilibrio. Tierra sin males, buen vivir. Cosmovisiones indígenas en el siglo XXI fue publicado por la Universidad Urbaniana en Roma, Italia.
En 1993, fue una de las primeras personas en criticar los efectos medioambientales de la industria salmonera en Chiloé, registrado en el documental La isla después del tiempo. Partes del documental se viralizaron en 2016, luego del inicio de las protestas en el archipiélago que siguieron tras el avistamiento de varazones masivas en las costas de Chiloé. Es opositor a la construcción de un puente sobre el canal de Chacao que una la Isla Grande con el continente. Tras la cancelación del proyecto en el primer gobierno de Michelle Bachelet, dijo del tema: «La construcción amenazaba la diversidad cultural de la isla, ya bastante dañada, y profundizar el modelo de extracción de los recursos naturales, que implica acabar con los bosques nativos, destruir los cursos de agua y la identidad de Chiloé. El único freno que ha habido para preservar la cosmovisión williche, basada en la fuerza de la madre tierra, ha sido la inexistencia de un paso franco». En 2021 fue una de las personas en adherir a la inclusión del pueblo afrochileno dentro de la Convención Constitucional como escaño reservado.
Desde 2016 hasta la fecha, está vinculado con Wekimün Chilkatuwe (Escuela Wekimün en mapudungun), escuela de artes y oficios con el objetivo de «diseñar y desarrollar un modelo de educación intercultural, orientado a los jóvenes de los territorios indígenas más apartados de Chiloé», y sostenida por Fundación Wekimün. La escuela inició como un proyecto único financiado por el Departamento de Asuntos Globales de Canadá (Global Affairs Canada) junto con la Universidad de la Isla del Príncipe Eduardo del país norteamericano.
Es hermano de la cantora tradicional Neddiel Muñoz Millalonco.

## Filmografía
- La isla después del tiempo (1993), entrevistado
- Huequetrumao Parte I (2007), productor